# Charles Leno
Charles Leno Jr. (Oakland, 9 ottobre 1991) è un giocatore di football americano statunitense che gioca nel ruolo di offensive tackle per il Washington Football Team della National Football League. Fu scelto nel corso del settimo giro (246º assoluto) del Draft NFL 2014. Al college giocò a football alla Boise State University.

## Carriera

### Chicago Bears
Leno fu scelto nel corso del settimo giro del Draft 2014 dai Chicago Bears. Debuttò come professionista subentrando nella settimana 10 contro i Packers e sette giorni dopo disputò la prima gara come titolare contro i Vikings. La sua prima stagione si chiuse con sei presenze. Nel 2018 fu convocato per il suo primo Pro Bowl al posto dell'infortunato Terron Armstead.

### Washington Football Team
Il 15 maggio 2021 Leno firmò con il Washington Football Team.

## Statistiche
| Partite totali      | 70 |
| Partite da titolare | 62 |

Statistiche aggiornate alla stagione 2018